# 1757 na literatura

## Eventos
- Fundação da Arcádia Lusitana.

## Nascimentos
| Data           | Nome          | Profissão                       | Nacionalidade | Observações | Ref |
| -------------- | ------------- | ------------------------------- | ------------- | ----------- | --- |
| 28 de Novembro | William Blake | poeta, pintor e gravador inglês | Inglaterra    | m. 1827     |     |

## Mortes
| Data | Nome | Profissão | Nacionalidade | Observações | Ref |
| ---- | ---- | --------- | ------------- | ----------- | --- |